# Ismail Ahmed Ismail
Ismail Ahmed Ismail (in arabo إسماعيل أحمد إسماعيل‎?; Khartum, 10 settembre 1984) è un mezzofondista sudanese specializzato negli 800 metri piani, disciplina in cui ha vinto la medaglia d'argento a Pechino 2008, la prima medaglia olimpica nella storia della sua nazione.
Il 27 luglio 2012 è stato portabandiera per il Sudan alla cerimonia di apertura dei Giochi della XXX Olimpiade a Londra.

## Palmarès
| Anno | Manifestazione      | Sede        | Evento       | Risultato  | Prestazione | Note |
| ---- | ------------------- | ----------- | ------------ | ---------- | ----------- | ---- |
| 2000 | Mondiali juniores   | Santiago    | 800 m piani  | Batteria   | 1'53"14     |      |
| 2000 | Mondiali juniores   | Santiago    | 1500 m piani | Batteria   | dq          |      |
| 2001 | Mondiali indoor     | Lisbona     | 1500 m piani | Batteria   | 4'02"79     |      |
| 2002 | Mondiali juniores   | Kingston    | 800 m piani  | 5º         | 1'47"20     |      |
| 2002 | Campionati africani | Radès       | 800 m piani  | Batteria   | 1'49"18     |      |
| 2003 | Mondiali            | Parigi      | 800 m piani  | Batteria   | 1'47"21     |      |
| 2003 | Giochi panafricani  | Abuja       | 800 m piani  | 5º         | 1'47"29     |      |
| 2004 | Campionati africani | Brazzaville | 800 m piani  | Bronzo     | 1'45"87     |      |
| 2004 | Giochi olimpici     | Atene       | 800 m piani  | 8º         | 1'52"49     |      |
| 2006 | Campionati africani | Bambous     | 800 m piani  | Argento    | 1'46"65     |      |
| 2007 | Mondiali            | Osaka       | 800 m piani  | Batteria   | dnf         |      |
| 2008 | Campionati africani | Addis Abeba | 800 m piani  | Argento    | 1'45"41     |      |
| 2008 | Campionati africani | Addis Abeba | 4×400 m      | Argento    | 3'04"00     |      |
| 2008 | Giochi olimpici     | Pechino     | 800 m piani  | Argento    | 1'44"70     |      |
| 2009 | Mondiali            | Berlino     | 800 m piani  | Semifinale | dnf         |      |
| 2010 | Mondiali indoor     | Doha        | 800 m piani  | 4º         | 1'46"90     |      |
| 2011 | Mondiali            | Taegu       | 800 m piani  | Batteria   | 1'52"33     |      |
| 2012 | Mondiali indoor     | Istanbul    | 800 m piani  | Batteria   | 1'50"72     |      |
| 2012 | Giochi olimpici     | Londra      | 800 m piani  | Batteria   | 1'48"79     |      |
| 2015 | Giochi panafricani  | Brazzaville | 800 m piani  | Batteria   | dnf         |      |